# Elias Landolt (Forstwissenschaftler)

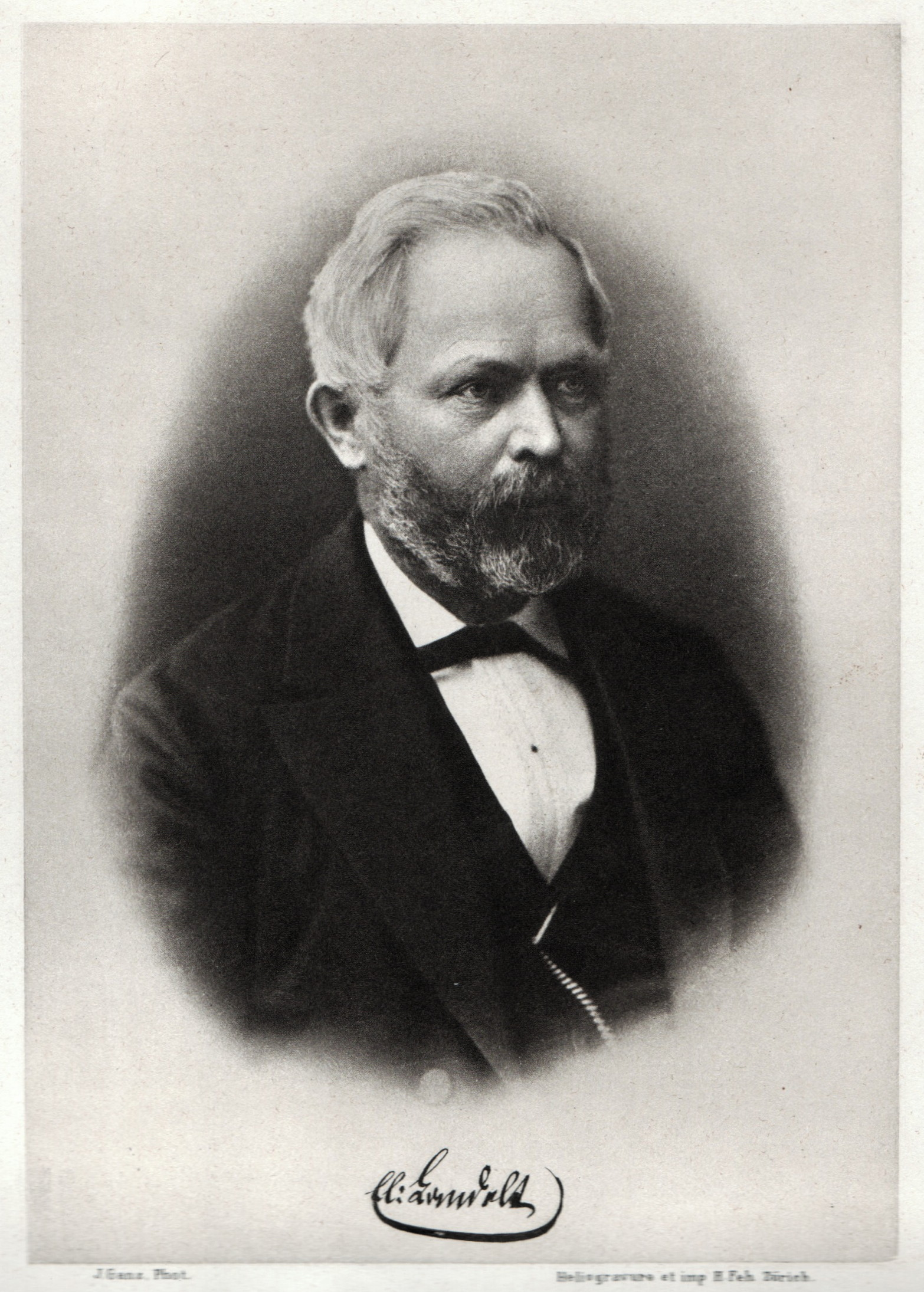
Elias Landolt,
Foto: Johannes Ganz

Elias Landolt (* 28. Oktober 1821 in Kleinandelfingen; † 18. Mai 1896 in Zürich-Fluntern) war ein Schweizer Professor für Forstwissenschaft sowie Oberforstmeister des Kantons Zürich. Landolt war ein Pionier der ökologischen Waldwirtschaft. Auf ihn geht der noch heute geltende Schutz des Schweizer Waldes zurück.

## Leben

### Jugend und Ausbildung
Elias Landolt wuchs als ältester Sohn eines Küfers und Landwirts auf. Er besuchte die neu gegründete Sekundarschule in Andelfingen und wurde anschliessend 1837–1842 bei den Forstmeistern Meister in Benken und Hertenstein in Kyburg zum Feldmesser und Forstbeamten ausgebildet. Auf Vorschlag des zürcherischen Oberforstamtes und mithilfe eines Stipendiums begann er anschliessend, sich für den höheren Forstdienst auszubilden. 1842–1844 holte er, um Lücken seiner Vorbildung auszufüllen, den Besuch der Industrieschule in Zürich nach (heute Kantonsschule mit mathematisch-naturwissenschaftlichem Profil). 1844 besuchte er, zusammen mit dem nachmaligen Bundesrat und -präsidenten Wilhelm Hertenstein, einen praktischen Vorbereitungskurs im Schwarzwald, um anschliessend 1844–1845 an der württembergischen Landwirtschaftlichen Unterrichts-, Versuchs- und Musteranstalt Hohenheim (heute Universität Hohenheim) und an der sächsischen Forstakademie Tharandt (heute eine Aussenstelle der Technischen Universität Dresden) zu studieren. 1846/7 setzte er im Harz und in Höfen bei Aachen seine praktische Lehrzeit fort und schloss sie mit einer forstlichen Studienreise durch Mittel- und Süddeutschland, Böhmen, Tirol und Graubünden ab. 1848 bestand er in Zürich das Staatsexamen.

### Berufliche und nebenberufliche Tätigkeit
1848 bekam Landolt einen Ruf an die neue Forstschule in Madrid, den er jedoch ablehnte. Hingegen wurde er 1849 Forstadjunkt im Oberforstamt des Kantons Zürich, 1853 kantonaler Forstmeister des ersten Kreises und 1864 Oberforstmeister seines Kantons (heute «Kantonsforstingenieur») – ein Amt, das er bis 1882 bekleidete. 1861–1893 führte er die Redaktion für die Schweizerische Zeitschrift für das Forstwesen, und 1881–1893 war er als Präsident des Schweizerischen Forstvereins tätig.
Parallel hierzu war er 1855–1893 Professor für Forstwirtschaft am Eidgenössischen Polytechnikum in Zürich (heute Eidgenössische Technische Hochschule Zürich) und 1867–1870 dessen Direktor.
Landolt war überdies Mitglied der kantonalen landwirtschaftlichen Kommission, der Aufsichtskommission der landwirtschaftlichen Schule im Strickhof, der Landwirtschaftliche Rekurskommission, der Notstandskommission und der Kommission für das Technikum Winterthur. Im Bereich des Verbandswesens war er Mitglied und später Präsident des Zürcher Landwirtschaftlichen Kantonalvereins sowie Vorstandsmitglied und Aktuar des Schweizerischen Landwirtschaftlichen Vereins und Aufsichtsrat, ferner der Schweizerischen Rentenanstalt. Während 33 Jahren schrieb er die Schweizerische Zeitschrift für das Forstwesen mehr oder weniger im Alleingang. Für die Schweizerische Landesausstellung 1883 richtete er den forstlichen Teil ein und verfasste deren Katalog und Schlussbericht. «Kein besonderes Vergnügen» bereitete ihm die Aufgabe als Expropriationskommissär der Nordostbahn.
Zeitweise arbeitete Landolt überdies in der 1834 gegründeten Weinhandlung seines Schwiegervaters Emanuel Hess mit. 1882 kaufte er die Weinhandlung für seinen Sohn Emil Landolt; sie wird noch heute von direkten Nachfahren in Zürich-Enge als Landolt Weine AG geführt.

### Ausserberufliche Tätigkeit
Landolt versah eine ganze Anzahl öffentlicher und gemeinnütziger Ämter. 1854–1893 gehörte er dem Parlament des Kantons Zürich an (Kantonsrat), 1868/69 dem Zürcher Verfassungsrat und von 1893 bis zu seinem Tode dem neugeschaffenen Parlament der Stadt Zürich (Grosser Stadtrat). Die ihm von Alfred Escher angetragenen Kandidaturen als Regierungsrat (1856) und Ständerat (1875) lehnte Landolt hingegen ab.
Er war auch Mitglied des Schwurgerichts und übernahm mehrere öffentliche Aufgaben in seinen jeweiligen Wohngemeinden Fluntern und Enge, bevor diese 1893 nach Zürich eingemeindet wurden.

### Familie
Elias Landolt war zweimal verheiratet, ab 1858 mit Berta Hess (1836–1866) und ab 1869 mit Anna Schilplin (1836–1912). Er ist Grossvater des Zürcher Politikers Emil Landolt, Urgrossvater des Geobotanikers Elias Landolt und Ururgrossvater des Sprachwissenschafters Christoph Landolt.

## Wirken

Denkmal für Elias Landolt von Raimondo Pereda, 1899

### Praxis und Lehre
Landolt war in seinem forstwissenschaftlichen Wirken zuerst noch von seiner Ausbildung in Deutschland geprägt, zog aber zunehmend seine praktische Tätigkeit und die Verhältnisse der Schweiz in Lehre und Wirken ein, wodurch sich sein forstliches Leitbild nach und nach wandelte.
Im Waldbau vertrat er anfänglich den in Deutschland gelehrten Kahlschlag und das Pflanzen reiner Fichtenbestände. Die intensive Auseinandersetzung mit den forstlichen Verhältnissen in den Voralpen und Alpen führten ihn jedoch zunehmend zur Förderung und Anlage von standortangespassten Beständen sowie – wo dem die wirtschaftlichen Verhältnisse nicht entgegenstanden – zum Plenterwald, also einem sich stetig verjüngenden Dauerwald, in dem Bäume aller Dimensionen kleinstflächig bis einzelstammweise vermischt sind. Noch in der dritten Auflage seines Standardwerks Der Wald. Seine Verjüngung, Pflege und Benutzung (1877) sah er den Plenterbetrieb nur da geboten, wo es die örtlichen Verhältnisse nicht anders zuliessen, ansonsten hielt er den schlagweisen Hochwald für empfehlenswert. In der vierten Auflage (1895) vertrat er dagegen die Ansicht, dass eigentliche Kahlschläge nur zulässig seien, wenn im alten Bestand junge Pflanzen in genügender Anzahl vorhanden sind. In einem 1890 in der Schweizerischen Zeitschrift für Forstwesen veröffentlichten Aufsatz ging er ausführlich der Frage nach, unter welchen Voraussetzungen der Hochwald plenter- oder schlagweise zu behandeln sei. Schon einige Jahre früher hatte er auf die besonderen Risiken hingewiesen, denen reine Nadelholzbestände ausgesetzt sind, und sich für die vermehrte Berücksichtigung der natürlichen Verjüngung eingesetzt. Eine Konstante in Landolts Denken hingegen war seine Einsicht in die umfassende Wohlfahrtsfunktion der Wälder. So schrieb er in seinem oben genannten Lehrbuch: «Wer für die Erhaltung und Pflege der Wälder sorgt, fördert nicht nur das leibliche, sondern auch das geistige Wohl der Menschen.»
In der Betriebslehre förderte Landolt Vermessungen sowie das Aufstellen von Wirtschaftsplänen, Vorratsschätzungen und Forststatistiken. Die forstliche Forschung schliesslich war beim Amtsantritt Landolts in der Schweiz noch ganz unüblich. In der Folge beschränkte sich auch seine Grundlagenforschung auf beobachtende Beschreibungen. Er war überzeugt, dass die Statistik eine wesentliche Grundlage für die Durchsetzung der nachhaltigen Waldbewirtschaftung bildet.
Landolts Verdienste liegen ganz wesentlich in der erfolgreichen Wissensvermittlung an Studenten, Berufskollegen, Behörden und Volk. Seine Schriften waren so verfasst, dass sie nicht nur ein Forstwissenschafter, sondern auch ein Waldbesitzer verstehen konnte. Er übte überdies eine umfangreiche Experten- und Gutachtertätigkeit in der Schweiz und im südlichen Deutschland aus. Seine Untersuchungen über die schweizerischen Hochgebirgswaldungen veranlassten den Art. 24 in der Schweizerischen Bundesverfassung von 1874, die dem Bund «das Recht der Oberaufsicht über die Wasserbau- und Forstpolizei im Hochgebirge» einräumte. (In der Bundesverfassung von 1999 besagt Art. 77, dass der Bund «Grundsätze über den Schutz des Waldes fest[legt]».)
Das 1876 erlassene eidgenössische Forstpolizeigesetz führte ein allgemeines Walderhaltungsgebot und für den Schutzwald ein Rodungsverbot ein. In der Folge durfte die bestehende Waldflächen nicht mehr verkleinert werden, und Waldnutzungen mussten einem Waldwirtschaftsplan folgen. Eingeführt wurde auch die Kompensation von Rodungen durch Aufforstungen einer gleiche grossen Fläche (Realersatz). Auch wenn das Gesetz aufgrund schwacher Vollzugsstrukturen nicht sogleich wirksam wurde, so waren die langfristigen Auswirkungen bedeutsam, und seine Grundsätze gelten bis heute. Gemeinsam mit Johann Wilhelm Coaz, der ab 1875 als eidgenössischer Forstinspektor wirkte und dem Landolt auch auf privater Ebene freundschaftlich verbunden war, regte er überdies die 1885 eröffnete Schweizerische Centralanstalt für das forstliche Versuchswesen an, die heutige Eidgenössische Forschungsanstalt für Wald, Schnee und Landschaft.

### Publikationen
Landolt verfasste rund sechzig selbständige Schriften und etwa 300 Aufsätze in Zeitschriften. Einige hiervon sind:
- Über forstliche Taxation und Betriebsregulierungen. Zürich 1856.
- Über die Geschichte der Waldungen und des Forstwesens. Zürich 1858.
- Bericht an den hohen schweizerischen Bundesrath über die Untersuchung der schweiz. Hochgebirgswaldungen, vorgenommen in den Jahren 1858, 1859 und 1860. Bern 1862.
- Die forstlichen Zustände in den Alpen und im Jura. Auszug aus dem Bericht an den hohen schweizerischen Bundesrath über die Untersuchungen der Gebirgswaldungen. Bern 1863.
- Der Wald. Seine Verjüngung, Pflege und Benutzung. Bearbeitet für das Schweizervolk. Zürich 1866, 2. Auflage 1872, 3. Auflage 1877, 4. Auflage 1894.
- Tafeln zur Ermittlung des Kubik-Inhalts liegender, entgipfelter Baumstämme nach metrischem Mass. Zürich 1866, 6. Auflage 1895.
- Der Wald im Haushalt der Natur und des Menschen. Vortrag gehalten den 17. März 1870 auf dem Rathhaus in Zürich. Zürich 1870.
- Bericht über das Hochgewitter am Rhein und an der Thur am 21. Juli 1881. Zürich 1881.
- Der Wald und die Alpen. Zürich 1881.
- Die Bäche, Schneelawinen und Steinschläge und die Mittel zur Verminderung der Schädigungen durch dieselben. Zürich 1886.
- Die forstliche Betriebslehre mit besonderer Berücksichtigung der schweizerischen Verhältnisse. Zürich 1892.
- Festschrift zum fünfzigjährigen Jubiläum des Schweizerischen Forstvereins, gegründet am 17. Mai 1843. o. O. 1893.
- Kurze Lebensbeschreibung des Elias Landolt von Klein-Andelfingen und Zürich. Zürich 1894.

### Ehrungen
Landolt bekam 1875 das Bürgerrecht der Stadt Zürich geschenkt. Vor dem Forstgebäude der Eidgenössischen Technischen Hochschule Zürich erinnert eine 1899 ausgeführte Büste an ihn (Elias-Landolt-Denkmal) und in Kleinandelfingen ein 1950 gesetzter Granitfindling. 1906 wurde eine Strasse in Zürich-Oberstrass nach ihm benannt. Anlässlich der Setzung des Findlings gab die damalige Zivilgemeinde Kleinandelfingen überdies eine Gedenkschrift mit den Beiträgen dreier Autoren heraus.
Zur 200-Jahr-Feier von Landolts Geburtstag, am 28. Oktober 2021, erschien ein Sonderheft der Zeitschrift Zürcher Wald, die zwölf Artikel über Elias Landolt, sein Wirken und sein Nachwirken enthalten, und es wurde eine Büste aus Ulmenholz enthüllt, deren nun je eine an den drei Standorten der Zürcher Forstverwaltung – Zürich, Uster und Winterthur-Wülflingen – aufgestellt steht.